# Juan Ángel Bujanda
Juan Ángel Bujanda Unsuluarte (Cuzco, 23 de junio de 1792-Santiago de Chile, 10 de octubre de 1836), fue un militar y político peruano. Prócer de la independencia del Perú. Luchó en las filas revolucionarias durante la rebelión del Cuzco de 1814. Derrotado, sufrió persecución, pero al cabo de algún tiempo volvió al Cuzco y se reintegró al servicio del gobierno virreinal. Instaurada la República, fue nombrado prefecto del departamento del Cuzco (1828-1834). Era considerado el brazo derecho del presidente Agustín Gamarra en el sur peruano. Durante la dictadura de Felipe Salaverry se encargó interinamente del mando supremo, de abril a mayo de 1835, destacándose por su severidad al reprimir a los bandoleros que asolaban Lima. Luego fue ministro de Guerra y Marina. Apoyó a Gamarra en su lucha contra la invasión boliviana de 1835 y tras su derrota en Yanacocha, emigró del país. Falleció en Chile de manera misteriosa, cuando se preparaba para acompañar al Ejército Unido Restaurador en su lucha contra la Confederación Perú-Boliviana.

## Biografía
Hijo de Nicolás Bujanda y de Buenaventura Unsuluarte. Estudió en el Seminario de San Antonio Abad. Se cree que desde muy joven se dedicó al comercio, lo que le debió aportar buenas rentas. En 1814 se plegó a la revolución del Cuzco y recibió el cargo de intendente del ejército revolucionario (1 de septiembre de 1814).  Participó en la expedición a Arequipa; fue uno de los vencedores de Cangallo y participó en la ocupación de Arequipa, pero finalmente se contó entre los derrotados de Umachiri (11 de marzo de 1815). Logró huir, pero sus bienes fueron confiscados y debió permanecer oculto durante algunos años en la sierra. Hasta que al fin pudo regresar al Cuzco, que se hallaba todavía en poder español; posiblemente recibió una amnistía.
En 1822 era regidor del cabildo del Cuzco; en 1823 dio un aporte voluntario de 200 pesos a las autoridades virreinales, al igual que otros comerciantes de la ciudad. También hay constancia que en 1824, en su calidad de juez diputado del comercio, recaudó 14 800 pesos en dinero efectivo y en especies, destinados igualmente para los gastos de la autoridad colonial.
Al finalizar el dominio español en 1824, las nuevas autoridades republicanas tuvieron en cuenta su pasado revolucionario y le concedieron cargos públicos. El prefecto del Cuzco, general Agustín Gamarra, lo nombró subprefecto de Urubamba, y extendió la jurisdicción de su subprefectura a las provincias de Calca y Paucartambo. Por entonces tenía el grado de coronel (1825).
En 1829 fue nombrado prefecto y comandante general de Cuzco y, aunque fue elegido por la entonces provincia cusqueña de Cotabambas como miembro de la Convención Nacional de 1833, el presidente Gamarra lo mantuvo como prefecto del departamento.
Como prefecto de Cuzco favoreció los hospitales, la Casa de huérfanos y el Hospicio de pobres. Mejoró los caminos y abrió uno de Santa Ana a Urusayhua y otro en la provincia de Urubamba, que permitió a Mariano Sánchez descubrir la ciudad incaica de Choquequirao. Asimismo, tuvo que enfrentar la sublevación del coronel Gregorio Escobedo, siendo apresado y encarcelado por los insurgentes, para luego ser liberado gracias a una oportuna reacción de militares y civiles que lo ayudaron a reprimir a los insurrectos (1830).
Durante la rebelión del general gamarrista Pedro Pablo Bermúdez contra el presidente Luis de Orbegoso, tuvo una actitud indecisa, pese a estar comprometido con Gamarra, sin duda al ver la reacción del pueblo a favor de Orbegoso. Restablecida la paz tras el abrazo de Maquinhuayo, se vio obligado a reconocer la autoridad de Orbegoso, pero  al descubrirse que se había entendido en secreto con los rebeldes, fue depuesto y borrado del escalafón (1834).
Volvió a la escena política respaldando el golpe de Estado del general Felipe Santiago Salaverry, quien lo nombró gobernador de la fortaleza del Real Felipe del Callao el 23 de febrero de 1835.
Cuando Salaverry marchó al norte para combatir la rebelión del general Domingo Nieto, Bujanda quedó en Lima como Encargado del Poder, el 6 de abril de 1835. En vista de la proliferación de montoneros y salteadores en los caminos hacia la capital, quiso atemorizar a estos restableciendo los tribunales de la Acordada y las penas de horca u azotes públicos en la Plaza de Armas (que habían sido abolidas por José de San Martín). Puso también precio a las cabezas de los principales bandidos, entre ellos el célebre negro Pedro Escobar. Pero estas medidas solo sirvieron para darle fama de sanguinario y la misma población las rechazó. Con el retorno de  Salaverry, el 17 de mayo, se restableció la calma y las penas infamantes fueron derogadas.
Pasó luego a ser ministro de Guerra y Marina; sus colegas eran Manuel Bartolomé Ferreyros (Gobierno y Relaciones Exteriores) y Juan Manuel Iturregui (Hacienda). Junto con Felipe Pardo y Aliaga fue enviado por Salaverry a negociar un acuerdo con Gamarra, con miras a una alianza contra la invasión boliviana acaudillada por el general Andrés de Santa Cruz. El acuerdo se firmó en el Cuzco, el 27 de julio de 1835 y allí se reconoció la autoridad de Salaverry en un frente único antiboliviano. Pero Gamarra se precipitó al entablar batalla contra las fuerzas bolivianas y peruanas aliadas (estas últimas enviadas por Orbegoso desde Arequipa) y fue derrotado por Santa Cruz en Yanacocha. Gamarra y sus amigos huyeron a Lima, pero todos fueron apresados y desterrados a Costa Rica, entre ellos Bujanda.
De Costa Rica, Bujanda pasó a Guayaquil donde, a la cabeza de los emigrados gamarristas, proyectó entenderse con el presidente del Ecuador, Juan José Flores para atacar a la Confederación Perú-Boliviana desde el norte, pero no consiguió este propósito. Luego viajó a Santiago de Chile, en representación de Gamarra, para entenderse con los emigrados peruanos quienes, con el apoyo del gobierno chileno, organizaban la primera campaña restauradora contra la Confederación. Se dice que al enterarse de que se había otorgado el mando de los peruanos al general Antonio Gutiérrez de la Fuente, en desmedro de Gamarra, se enfureció, y refiriéndose a los chilenos y a los peruanos antigamarristas (entre ellos Felipe Pardo y Aliaga y Manuel Ignacio de Vivanco), escribió una frase que se hizo célebre: «Nada con ellos, ni la gloria».
Pero Bujanda no llegó a embarcarse rumbo al Perú, pues falleció repentinamente, en circunstancias misteriosas. Se dice que fue envenenado por error de quien le suministró una medicina. Murió en plena madurez, cuando su ímpetu hacía presagiar que tendría un papel protagónico en la política peruana.